# Orsenigo
Orsenigo là một đô thị ở tỉnh Como trong vùng Lombardia, có cự ly khoảng 35 kilômét (22 mi) về phía bắc của Milano và khoảng 9 kilômét (6 mi) về phía đông nam của Como. Tại thời điểm ngày 31 tháng 12 năm 2004, đô thị này có dân số 2.457 người và diện tích là 4,5 km².
Orsenigo giáp các đô thị: Albavilla, Albese con Cassano, Alserio, Alzate Brianza, Anzano del Parco, Cantù, Capiago Intimiano, Montorfano.